# Gerstaeckerus dalatensis
Gerstaeckerus dalatensis es una especie de coleóptero de la familia Endomychidae.

## Distribución geográfica
Habita en Annam.